# باكبيرة
باكبيرة هي قرية تقع في محافظة شبوة شرق عاصمة محافظة شبوة عتق وتبعد حوالي 8 كيلو متر عن المدينة عتق.عدد سكانها حوالي 1200 نسمة.